# 瑟堡原住民郡政府
瑟堡原住民郡（Aboriginal Shire of Cherbourg；发音为/ˈʃɜrbɜrɡ/）是澳大利亞昆士蘭州內的特別地方政府，為州內第三大原住民區域。由於工作型態不為當地人所接受，因此瑟堡失業率居高不下。與州內其他不同的，是為了降低暴力事件的發生，地方上對於居民有酒類飲料販售上的限制。 然而根據前期報告，此項規範對於降低暴力事件上無具體成果；此郡的暴力案件比州內各地平均高出30件。

## 外部連結
- 南貝納觀光－瑟堡 （页面存档备份，存于）